# Gaetano Silvestri
Gaetano Silvestri (Patti, 7 giugno 1944) è un giurista italiano, giudice della Corte costituzionale e presidente della stessa dal 19 settembre 2013 al 28 giugno 2014.
Già presidente della Scuola superiore della magistratura dal 2016 sino al gennaio 2020, ha presieduto, dal 2018 al 2021, l'Associazione Italiana dei Costituzionalisti.

## Biografia

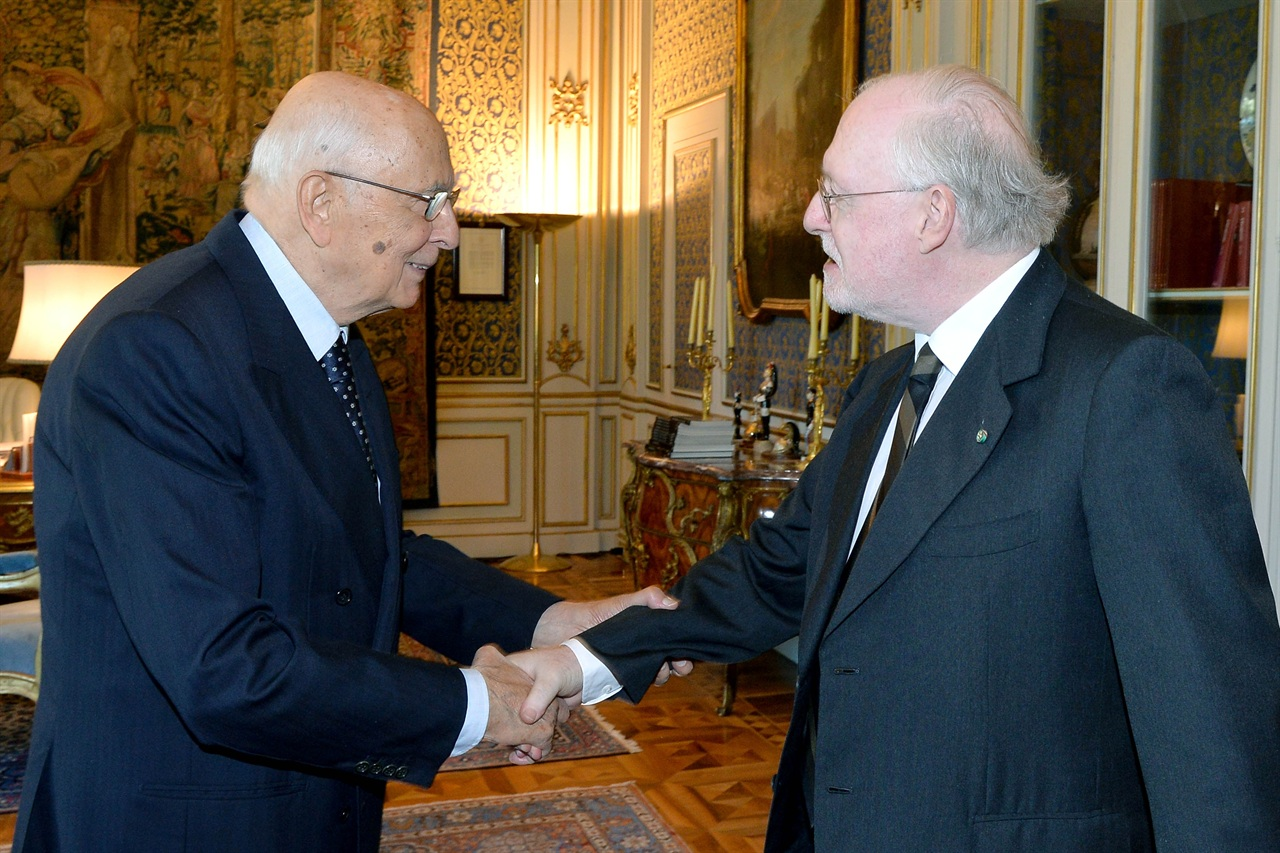
Gaetano Silvestri insieme al Presidente della Repubblica Giorgio Napolitano

Laureatosi in giurisprudenza nel 1966 presso l'Università degli Studi di Messina, ottiene la menzione per la pubblicazione della tesi. Nel 1967, in occasione del ventesimo anniversario dell'Assemblea costituente, vince il premio del presidente della Repubblica per la miglior tesi di laurea in diritto costituzionale. È stato allievo del seminario per gli studi e le ricerche parlamentari dell'Università degli Studi di Firenze.
Nel 1970, vinse il concorso per assistente ordinario alla cattedra di Diritto Costituzionale della Facoltà di Giurisprudenza dell'Università degli Studi di Messina e, nel biennio 1971-1972, insegnò prima Diritto degli Enti Locali presso la Facoltà di Scienze Politiche dell'Ateneo messinese, e dopo Diritto parlamentare nella stessa Facoltà.
Vinse, nel 1980, il concorso per il raggruppamento "Diritto Costituzionale" e fu chiamato a ricoprire la cattedra di Diritto parlamentare nella Facoltà di Scienze Politiche dell'Università di Messina. Fu eletto direttore dell'Istituto di Scienze Giuridiche della Facoltà di Scienze Politiche a Messina nel 1982 e, nel 1986, ricoprì l'incarico di ordinario di Dottrina dello Stato presso la Facoltà di Giurisprudenza messinese. Dal 1988 è stato ordinario di Diritto costituzionale del medesimo Ateneo.
Nel triennio 1988-1991, ricoprì il ruolo di componente del comitato direttivo dell'Associazione italiana dei costituzionalisti. Fu insignito della carica di componente del CSM dal Parlamento dal 1990 al '94.  Nel periodo dal 1996 al 1998, è membro della commissione paritetica per le norme di attuazione dello statuto della Regione Siciliana. Dal 1997, a causa della dipartita dell'autore, cura il manuale universitario di diritto costituzionale redatto da uno dei più illustri costituzionalisti italiani – fu presidente dell'Associazione italiana dei costituzionalisti – Temistocle Martines. Nel '98 è stato nominato componente del consiglio scientifico dell'Istituto di studi sulle Regioni del CNR. Il 31 luglio dello stesso anno è eletto rettore dell'Università degli Studi di Messina e verrà successivamente riconfermato per il triennio 2001-2004. Nel 2004, è Vice Presidente della Conferenza dei rettori delle Università italiane.
È stato eletto alla Corte costituzionale, ricevendo 587 voti, dal Parlamento in seduta comune – durante la quattordicesima legislatura – il 22 giugno 2005. Avendo prestato il giuramento previsto dall'articolo 135, terzo comma, della Costituzione il 28 giugno 2005, è rimasto in carica fino al 28 giugno 2014.

Appena appresa la notizia dell'elezione, Silvestri ha rilasciato un'unica dichiarazione: 
(Gaetano Silvestri)
Il 29 gennaio 2013 è stato nominato, dal presidente della Corte costituzionale Franco Gallo, vicepresidente della Corte stessa.
Il 19 settembre 2013 è succeduto a Franco Gallo alla presidenza della Corte. La sua elezione è stata segnata da una spaccatura in seno alla Consulta, che lo ha visto prevalere per solo un voto (otto voti a sette), su Luigi Mazzella.
Dal 2016 al 2019 è presidente della Scuola superiore della magistratura.
È stato presidente, dal 2018 al 2021, dell'Associazione italiana dei costituzionalisti

### Caso Anemone

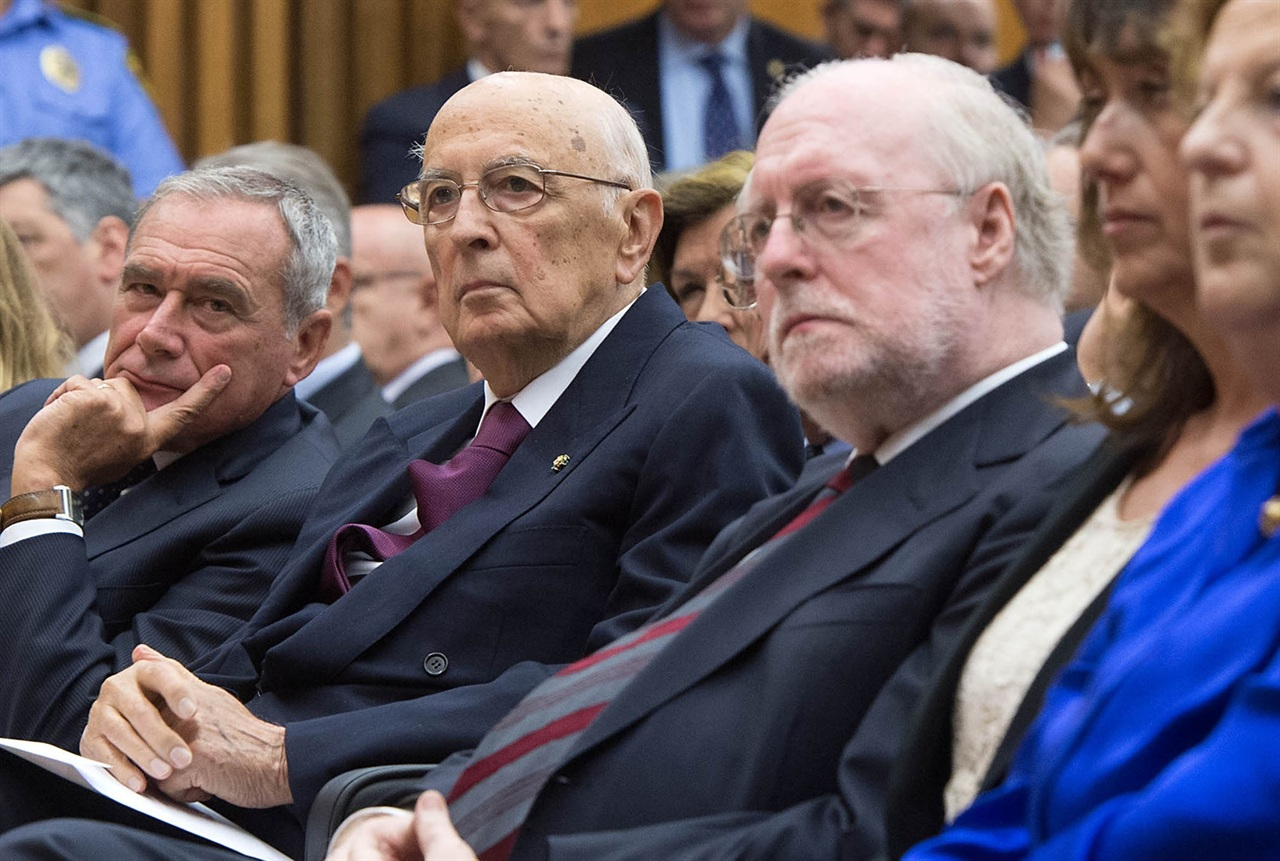
Piero Grasso, Presidente del Senato della Repubblica italiana, Giorgio Napolitano, Presidente della Repubblica italiana, e Gaetano Silvestri, Presidente della Corte costituzionale della Repubblica italiana, durante un convegno alla Libera università internazionale degli studi sociali Guido Carli (settembre 2013).

Il 13 maggio 2010 i giornali hanno pubblicato la notizia secondo la quale il nome di Gaetano Silvestri sarebbe presente nella "lista di Anemone", ossia l'elenco di 370 persone che avrebbero usufruito di ristrutturazioni edilizie fornite dall'immobiliarista Diego Anemone. Il giudice Silvestri con proprio comunicato ha dichiarato la sua assoluta estraneità al "caso Anemone".